# Seznam nizozemskih pesnikov
Seznam nizozemskih pesnikov.

## A
Bertus Aafjes - Benjamin Anker - 

## B
Nicolaas Beets - Jacobus Bellamy - Nel Benschop - Govert Bidloo - Willem Bilderdijk - Anna Blaman - Gerbrand Adriaensz Bredero -

## C
Jan Campert - Jacob Cats - Isaac da Costa - Louis Couperus -

## D
Jeremias de Dekker - 

## F
Rhijnvis Feith - 

## G
Petrus Augustus de Génestet - Herman Gorter (1864–1927)

## H
Jacob Israël de Haan - Johan van Heemskerk - Jan Frederik Helmers - Willem Frederik Hermans - Henriette Roland Holst -  Pieter Corneliszoon Hooft - Constantijn Huygens -

## J
Jacob van Maerlant - 

## K
Jan Jakob Lodewijk ten Kate - Hans Keilson (1909–2011) (nem.-nizoz.) - Willem Kloos - 

## L
Jef Last - Jacob van Lennep - J. H. Leopold - Lucebert -

## M
Hendrik Marsman - Guus Mulders - Harry Mulisch -

## N
Martinus Nijhoff -

## O
Huub Oosterhuis - Willem Jan Otten -

## P
Johannes van der Palm - Jacques Perk - Everhardus Johannes Potgieter -

## S
Hendrik Jan Schimmel - J. Slauerhoff - Nico van Suchtelen - Michiel de Swaen -

## T
Toon Tellegen -

## V
Albert Verwey - Maria Tesselschade Visscher - Roemer Visscher - Joost van den Vondel - Theun de Vries -

## W
Menno Wigman - Willem Wilmink - 